# Отьям, Фикрет
Фикрет Отьям (тур. Fikret Otyam, 19 декабря 1926 — 9 августа 2015) — турецкий художник, журналист и писатель

.

## Биография
Родился 19 декабря 1926 года в Аксарае. Был троим из шести детей. Его мать была домохозяйкой, отец, бывший военный, — владельцем аптеки.
Учился в родном городе, затем — в иле Кайсери. В этот же период прошла первая выставка его работ.
Из-за начавшейся Первой мировой войны вынужден был переехать для продолжения учёбы в Анкару. Там он познакомился с сыном будущего министра образования Турецкой Республики Хасана Али Юджеля.
По совету Нешета Гюнала в 1945 году поступил в расположенный в Стамбуле университет изящных искусств имени Мимара Синана. Среди его университетских преподавателей были Ибрахим Чаллы и Бедри Рахми Эюбоглу.
После окончания университета работал журналистом, среди изданий, на которые он работал, была газета «Son Saat», принадлежавшая Джихаду Бабану и Зияду Эбюззии, газета Фалиха Рыфкы Атая «Dünya», а также «Ulus» и «Cumhuriyet». Отьям брал интервью, а также делал снимки. Его частые командировки дали ему материал, на основе которых он написал ряд книг, иллюстрированных его собственными фотографиями.
Работал журналистом 58 лет, до 2014 года.
Умер 9 августа 2015 года в Анталье. Похоронен на кладбище Хаджибекташ Джемеви.

### Личная жизнь
В 1953 году женился, через год родилась дочь Эльван. В 1977 году женился второй раз, его избранницу звали Филиз. В этом браке родилось две дочери, Дёне и Иреп.

## Карьера художника
Помимо журналистики, занимался также рисованием. Художественный стиль Отьяма был схож с Бедри Эюбоглу, но также испытал влияние Тургута Заима и Намыка Исмаила. На большинстве его картин изображены пейзажи Анатолии с типичными для тех мест элементами, например, женщинами, головы и лицо, которых покрыты в соответствии с исламскими традициями.